# Campionati mondiali di biathlon 1998
I Campionati mondiali di biathlon 1998 si svolsero l'8 marzo a Pokljuka, in Slovenia, e il 15 marzo a Hochfilzen, in Austria. Essendo il 1998 anno olimpico, non fu disputato il programma completo dei Mondiali e si gareggiò solo per assegnare i titoli che non facevano parte del programma olimpico. A Pokljuka si svolsero le gare a inseguimento, sulla base dei risultati delle gare sprint olimpiche; a Hochfilzen si disputò, per l'ultima volta in una rassegna iridata, la gara a squadre.

## Risultati

### Uomini

#### Inseguimento 12,5 km
| Posizione | Atleta               | Nazione   | Tempo    | Penalità |
| --------- | -------------------- | --------- | -------- | -------- |
| 1         | Vladimir Dračëv      | Russia    | 36:30.3  | 0-1-1-0  |
| 2         | Ole Einar Bjørndalen | Norvegia  | + 14.0   | 1-1-0-0  |
| 3         | Raphaël Poirée       | Francia   | + 41.6   | 1-1-0-0  |
| 4         | Sven Fischer         | Germania  | + 43.2   | 2-2-0-1  |
| 5         | Ville Räikkönen      | Finlandia | + 43.4   | 1-0-0-0  |
| 6         | Sergej Rožkov        | Russia    | + 1:06.5 | 0-0-0-0  |
| 7         | Ricco Groß           | Germania  | + 1:09.5 | 1-0-1-0  |
| 8         | Frode Andresen       | Norvegia  | + 1:12.9 | 1-0-2-0  |
| 9         | Ilmārs Bricis        | Lettonia  | + 1:14.2 | 2-1-1-0  |
| 10        | René Cattarinussi    | Italia    | + 1:27.4 | 0-1-0-1  |

Pokljuka, 8 marzo

#### Gara a squadre
| Posizione | Nazione   | Atleti                                                               | Tempo    | Penalità |
| --------- | --------- | -------------------------------------------------------------------- | -------- | -------- |
| 1         | Norvegia  | Egil Gjelland Sylfest Glimsdal Halvard Hanevold Ole Einar Bjørndalen | 29:17.6  | 0-0-1-1  |
| 2         | Germania  | Ricco Groß Carsten Heymann Sven Fischer Frank Luck                   | + 43.7   | 0-0-3-1  |
| 3         | Russia    | Vladimir Dračëv Aleksej Kobelev Sergej Rožkov Viktor Majgurov        | + 56.4   | 0-1-1-1  |
| 4         | Finlandia | Harri Eloranta Ville Räikkönen Olli-Pekka Peltola Paavo Puurunen     | + 1:21.3 | 2-0-2-0  |
| 5         | Polonia   | Wiesław Ziemianin Jan Ziemianin Tomasz Sikora Wojciech Kozub         | + 1:42.3 | 0-0-2-2  |

Hochfilzen, 15 marzo

### Donne

#### Inseguimento 10 km
| Posizione | Atleta              | Nazione  | Tempo    | Penalità |
| --------- | ------------------- | -------- | -------- | -------- |
| 1         | Magdalena Forsberg  | Svezia   | 37:58.6  | 0-1-1-0  |
| 2         | Corinne Niogret     | Francia  | + 1:06.9 | 0-0-1-0  |
| 3         | Martina Zellner     | Germania | + 1:25.8 | 0-0-0-0  |
| 4         | Ekaterina Dafovska  | Bulgaria | + 1:47.4 | 0-1-0-1  |
| 5         | Petra Behle         | Germania | + 1:56.4 | 0-0-2-0  |
| 6         | Ann Elen Skjelbreid | Norvegia | + 2:23.9 | 0-1-2-2  |
| 7         | Christelle Gros     | Francia  | + 2:25.5 | 1-2-0-1  |
| 8         | Alena Zubrylava     | Ucraina  | + 2:38.3 | 0-0-1-1  |
| 9         | Olena Petrova       | Ucraina  | + 2:58.4 | 0-0-0-2  |
| 10        | Liv Grete Poirée    | Norvegia | + 3:24.3 | 1-1-2-1  |

Pokljuka, 8 marzo

#### Gara a squadre
| Posizione | Nazione   | Atlete                                                                        | Tempo    | Penalità |
| --------- | --------- | ----------------------------------------------------------------------------- | -------- | -------- |
| 1         | Russia    | Anna Volkova Ol'ga Romas'ko Svetlana Išmuratova Al'bina Achatova              | 30:21.14 | 1-1-2-0  |
| 2         | Norvegia  | Hildegunn Mikkelsplass Ann Elen Skjelbreid Annette Sikveland Liv Grete Poirée | + 17.6   | 0-0-2-3  |
| 3         | Finlandia | Katja Holanti Tiina Mikkola Mari Lampinen Sanna-Leena Perunka                 | + 39.1   | 0-0-1-1  |
| 4         | Ucraina   | Olena Petrova Nina Lemeš Valentyna Cerbe-Nesina Alena Zubrylava               | + 41.2   | 1-0-3-1  |
| 5         | Francia   | Anne Briand Emmanuelle Claret Delphyne Burlet Corinne Niogret                 | + 53.3   | 1-0-2-1  |

Hochfilzen, 15 marzo

## Medagliere per nazioni
| Posizione | Nazione   | Oro | Argento | Bronzo | Totale |
| --------- | --------- | --- | ------- | ------ | ------ |
| 1         | Russia    | 2   | 0       | 1      | 3      |
| 2         | Norvegia  | 1   | 2       | 0      | 3      |
| 3         | Svezia    | 1   | 0       | 0      | 1      |
| 4         | Francia   | 0   | 1       | 1      | 2      |
| 4         | Germania  | 0   | 1       | 1      | 2      |
| 6         | Finlandia | 0   | 0       | 1      | 1      |